# ディジー・ラスカル
ディジー・ラスカル（Dizzee Rascal、本名：ディラン・ミルズ、Dylan Mills、1984年9月18日 - ）は、イギリス・イングランドはロンドン出身のヒップホップMC、プロデューサーである。

## 来歴
荒んだ治安状態のイースト・ロンドンの公営団地で育った少年時代、ケンカ騒ぎによる幾度とない退・停学処分を経た3度目の転校先で出会った熱心な音楽教師に薫陶を受け音楽に目覚める。
やがてパイレート・ラジオ（＝未認可の海賊版FM放送）を通じて、アンダーグラウンドのクラブシーンにてDJ活動を開始。2001年の自主制作シングル「I Love You」（後に「I Luv U」として改修再発）が呼び水となり、UKガラージの俊英として頭角を現すようになると、2003年にXLレコーディングスと契約しデビューアルバムを発表。このデビュー作はマーキュリー・プライズの最優秀アルバム賞を史上最年少（当時19歳）で受賞したのを始め、NMEアワード新人賞やブリット・アワード3部門制覇など多くの音楽賞を総ナメにした。
直後には同じXLのレーベルメイトでもある大物ダンス・ユニットベースメント・ジャックスのヒット曲「Lucky Star」にてラップをフィーチュアされるなど瞬く間にブレーク。
その後、ふたつの全英3位シングルを含めて、コンスタントにヒット作をリリースして着実に人気を高め、ザ・ストリーツと並んで、英国を代表するヒップホップ・アーティストとしての地位を確立。
セカンド･アルバムのリリースに伴うUSツアーではジャスティン・ティンバーレイクやN.E.R.D.と共に行い、リミキサーとしてもベックの楽曲を手掛けるなど国内外で幅広い活躍を行っている。
2004年にはフジロックフェスティバル出演で初訪日。同じく出演していたベースメント・ジャックスのステージにゲストMCとして登場し、「Lucky Star」を共演。この模様はベースメント・ジャックスのベスト盤付属の特典ライヴDVDにも採用された。
他ジャンルのミュージシャンとの交流も盛んであり、3rdアルバムにおいては、「Temptation」でアークティック・モンキーズと、「Wanna Be」でリリー・アレンとそれぞれコラボレーションしている。

## ディスコグラフィー

### アルバム
| 2003                                      | Boy in da Corner | - 発売日: 2003年7月21日 - レーベル: XL - フォーマット: CD, digital download - 全英売上: 10万枚                   | 23 | —   | —   | —  | —  | - UK: ゴールド |
| 2004                                      | Showtime         | - 発売日: 2004年9月6日 - レーベル: XL - フォーマット: CD, digital download - 全英売上: 10万枚                    | 8  | —   | —   | 65 | —  | - UK: ゴールド |
| 2007                                      | Maths + English  | - 発売日: 2007年6月4日 - レーベル: XL - フォーマット: CD, digital download - 全英売上: 10万枚                    | 7  | 120 | 66  | 57 | —  | - UK: ゴールド |
| 2009                                      | Tongue n' Cheek  | - 発売日: 2009年9月21日 - レーベル: Dirtee Stank, Island - フォーマット: CD, digital download - 全英売上: 30万枚 | 3  | 18  | 24  | 20 | 9  | - UK: プラチナ |
| 2013                                      | The Fifth        | - 発売日: 2013年9月30日 - レーベル: Dirtee Stank, Island - フォーマット: CD, digital download                    | 10 | 33  | 162 | —  | 40 |                |
| 2017                                      | Raskit           | - 発売日: 2017年7月21日 - レーベル: Dirtee Stank, Island - フォーマット: CD, digital download                    | 10 | —   | —   | —  | —  |                |
| "—"は未発売またはチャート圏外を意味する。 |                  | |    |     |     |    |    |                |